# Rocca Pia
Rocca Pia – miejscowość i gmina we Włoszech, w regionie Abruzja, w prowincji L’Aquila.
Według danych na rok 2004 gminę zamieszkiwało 189 osób, 4,2 os./km².